# Villenouvelle
Villenouvelle település Franciaországban, Haute-Garonne megyében. Lakosainak száma 1470 fő (2022. január 1.). Villenouvelle Mauremont, Baziège, Montesquieu-Lauragais, Montgaillard-Lauragais és Saint-Rome községekkel határos.

## Népesség
A település népessége az elmúlt években az alábbi módon változott:
| Lakosok száma | 619  | 762  | 905  | 1238 | 1382 | 1389 | 1391 | 1431 | 1438 | 1470 |
|               | 1968 | 1982 | 1990 | 2006 | 2013 | 2015 | 2017 | 2019 | 2020 | 2022 |